# 山田清志 (経済学者)
山田 清志（やまだ きよし、1955年5月16日 - ）は、日本の経済学者で専門は経済法、消費者法。株式会社エフエム東京取締役。東海大学パシフィックセンター所長(ハワイ州・ホノルル)や米国・ハワイ東海インターナショナルカレッジ学長職など経て、第17代東海大学学長職を務める（2023年３月末まで）。2023年４月から学校法人東海大学理事。松前家の娘婿。北海道三笠市出身。

## 来歴
夕張炭鉱職員の子として生まれ、中学から札幌市で育つ。早稲田大学在学中は雄弁会に所属し、同期には黒岩祐治、1期上に下村博文、2期上に山本有二がいた。法学部設立にあたって東海大学に招聘され、その後長く国際部門を担当。ハワイ東海インターナショナルカレッジ学長には、最初から学校を整理する目的での就任だった。
公益財団法人国際研修交流協会評議員、日本対外文化協会専務理事、公益財団法人日本学生野球協会評議員など歴任。また、タイ・モンクット王工科大学ラートクラバン校名誉博士、ロシア・モスクワ国立大学名誉教授の称号を授与されている。

## 略歴
- 札幌市立啓明中学校、北海道札幌南高等学校卒業。
- 1980年：早稲田大学法学部法律学科卒業。
- 1984年：東海大学法学研究所助手。
- 1994年：東海大学教養学部生活学科助教授。
- 1998年 - 2002年：ハワイ東海インターナショナルカレッジ 学長職1期目の就任。
- 2001年：東海大学法人企画調整室国際部門主幹就任。
- 2003年：東北大学大学院情報科学研究科人間社会情報科学専攻博士課程満期退学。
- 2004年：東海大学教養学部人間環境学科教授。
- 2004年 - 2006年：ハワイ東海インターナショナルカレッジ 学長職2期目の就任。
- 2008年：東海大学国際戦略本部本部長に就任。
- 2009年：東海大学副学長に就任。
- 2014年5月：東海大学常務理事に就任。
- 2014年10月1日：第17代東海大学学長職に就任[3]。

## 著書
- アメリカ大学技術移転入門―AUTM(米国大学技術管理者協会)教本（山田清志、東海大学知的財産戦略本部）（東海大学出版会2004年1月）
- バイオテクノロジーの進歩と特許（知的財産研究所 編　中山信弘 監修／分筆 バイオテクベンチャー：日本の現状と課題）（雄松堂書店）